# Peter H. Gilmore
Peter Howard Gilmore, född 24 maj 1958 i New York, är en amerikansk kultledare inom satanismen. Han blev år 2001 utnämnd till High Priest inom Church of Satan av Blanche Barton, som hade blivit ledare, eller Magistra, för organisationen efter att Anton LaVey avlidit. Inom kyrkan är Peter H. Gilmore känd som The Reverend Magus Peter H. Gilmore, High Priest of the Church of Satan.
Gilmore var tidigt intresserad av film (inte minst skräckfilmer) och klassisk musik (i synnerhet Beethoven och Mahler) och har examen i musikkomposition från New York University. Han läste LaVeys Den satanistiska bibeln vid 13 års ålder och identifierade sig därefter som satanist. I vuxen ålder engagerade han sig inom Church of Satan och träffade LaVey 1986 och blev därefter ombedd att representera kyrkan i media. Som representant för Church of Satan, har Gilmore blivit intervjuad i en mängd tv- och radioprogram och talat om satanism. Han har bland annat medverkat i The History Channel, BBC och The Sci-Fi Channel.
År 1989 startade han publiceringen av The Black Flame tillsammans med sin fru Peggy Nadramia. The Black Flame är en satanistisk journal. Tidskriften utges fortfarande sporadiskt. År 2005 skrev han en ny introduktion till LaVey's Den satanistiska bibeln och hans essä om satanism blev publicerad i "Encyclopedia of Religion and Nature". Han har också skrivit boken The Satanic Scriptures, som bland annat består av essäer tidigare publicerade i The Black Flame.